# Haxthausen (Adelsgeschlecht)

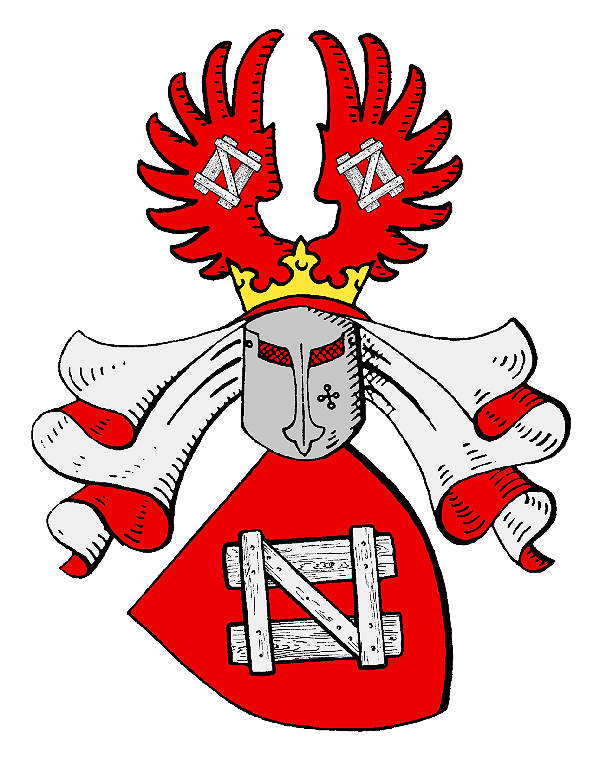
Wappen derer von Haxthausen

Haxthausen ist der Name eines alten westfälischen Adelsgeschlechts. Die Familie gehört zum Uradel im Hochstift Paderborn.

## Geschichte

### Herkunft
Das Geschlecht erscheint erstmals urkundlich im Jahr 1340 mit dem Knappen Albertus de Haxtehusen, welcher dann 1345 mit seinem Vater Albertus siegelt. Ihr Stammsitz ist der Turmhügel Haxterberg bei der heute wüst liegenden Ortschaft südlich Paderborn, an die noch die Flurnamen Haxterberg und Haxtergrund erinnern.
Mit der Familie von Vlechten, die bereits im Jahre 1173 mit Alexander de Fleghten erschien und sich nach dem untergegangenen Ort Flechtheim bei Brakel benannte, teilten sich die von Haxthausen ab der Mitte des 14. Jahrhunderts das Wappenbild: eine Wagenflechte. Diese Gemeinsamkeit dürfte weniger auf einen gemeinsamen familiären Ursprung als vielmehr auf einen gemeinsamen Bezugsort zurückzuführen sein. Flechtheim war das Zentrum einer Villikation und gehörte dem Stift Heerse. Die von Vlechten besaßen dort umfangreiche Güter und Rechte. Spätestens seit Beginn des 15. Jahrhunderts bezogen die von Haxthausen den Zehnt daraus.
Die von Haxthausen waren vielfältig an der fürstbischöflichen Politik und Verwaltung des Hochstifts Paderborn beteiligt. Mitglieder des Geschlechts besetzten Domherrenstellen in Paderborn und Hildesheim und hatte zeitweise die Ämter des Drosten in Steinheim und Lichtenau sowie das Amt des Geheimen Rats inne. Zusammen mit den Geschlechtern Brenken, Krevet und Stapel gehörten die Haxthausen zu den so genannten „vier Säulen“ (Haupt-Meyern) des Hochstifts Paderborn. Dort wurde ihnen das Amt des Erbhofmeisters und das Amt des Erzkämmerers übertragen. In dem ebenfalls im Hochstift Paderborn gelegenen Stift Neuenheerse hatten sie das Amt des Erbmarschalls.

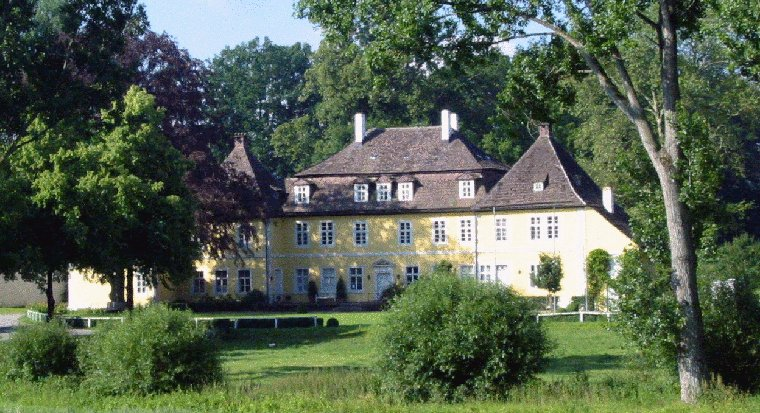
Schloss Bökerhof (1768)

Zu Beginn des 14. Jahrhunderts wurden die Haxthausen vom Paderborner Fürstbischof mit den Gütern Abbenburg (bei Bökendorf) und Bökerhof belehnt, wo sie die ersten festen Häuser errichteten. In der Stadt Warburg besaßen sie bis 1488 das Corvinushaus. Mitglieder der Familie waren auch zeitweise am adeligen Kanonissenstift St. Cyriakus in Geseke beteiligt; so war Ludowine von Haxthausen von 1763 bis 1774 dort Äbtissin.

### Linien und Besitzungen
Der Stamm der Familie bildete zwei große Linien, die sich weiße und schwarze nannten. Beide breiteten sich im Laufe der Zeit in Westfalen, in Hannover, Hessen, Sachsen und Dänemark aus. Während manche Zweige katholisch blieben, traten andere nach der Reformation zur evangelischen Konfession über.

#### Weiße Linie
Die Angehörigen der weißen Linie tragen den Freiherrentitel gewohnheitsrechtlich. Zu ihrem älteren Ast gehören die Besitzer der Güter Abbenburg und Bökerhof (heute im Ortsteil Bökendorf der Stadt Brakel) und ehemals Thienhausen (heute Ortsteil der Stadt Steinheim) und Welda. Dem jüngeren, lutherischen Ast der weißen Linie wurde im Königreich Dänemark der Baronstitel zuerkannt.

##### Haxthausen zu Abbenburg

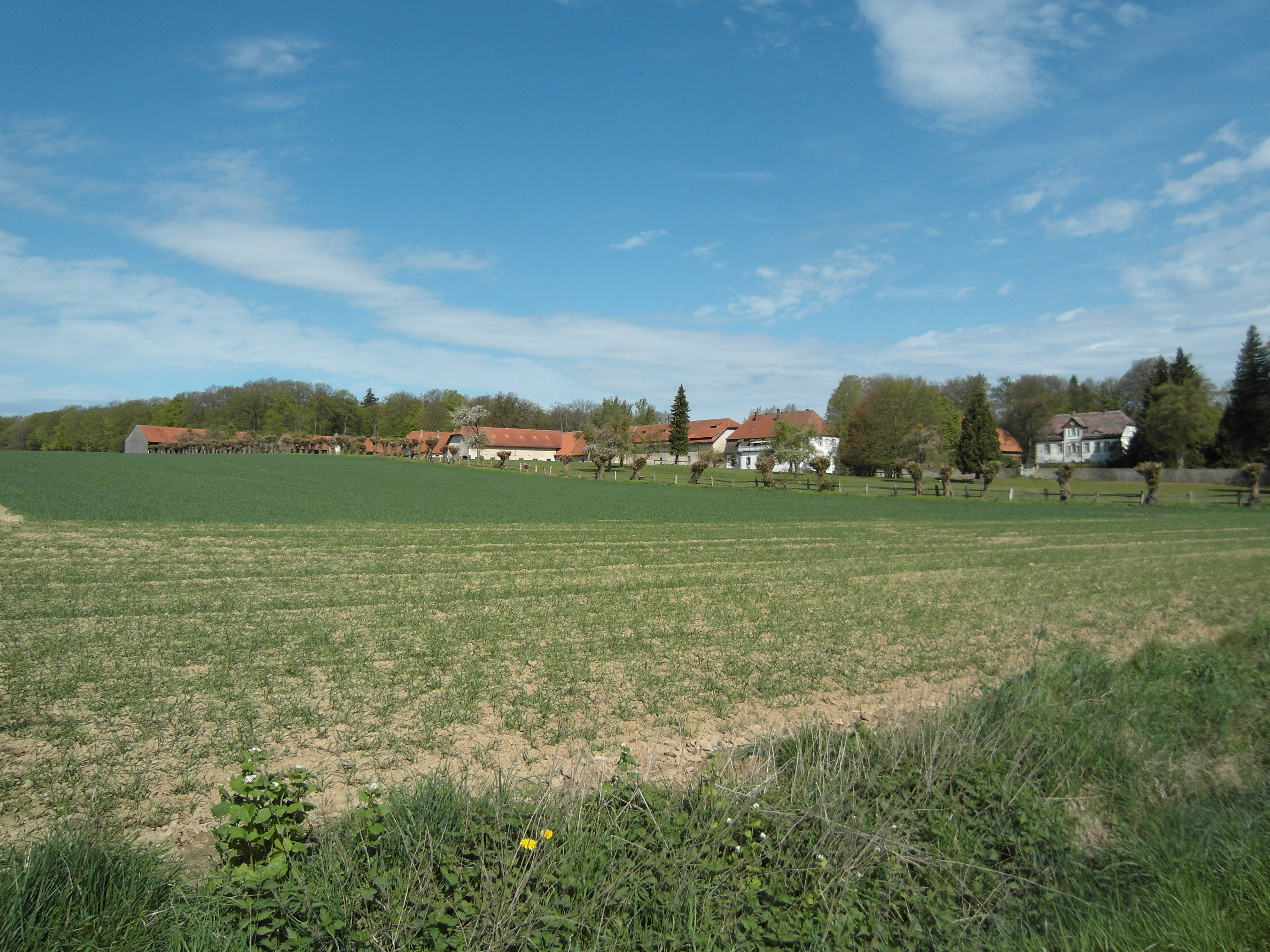
Gut Abbenburg

1465 belehnte der paderbornische Bischof Simon III. die Herren von Haxthausen mit dem Gut Abbenburg. Haus Abbenburg ist eine ehemalige Wasserburg aus dem 13. Jahrhundert. Die Abbenburg ist ein alter Stammsitz derer von Haxthausen und befindet sich seit 1465 ununterbrochen im Besitz der Familie, zusammen mit dem Bökerhof.
Abbenburg und der nicht weit entfernte Bökerhof waren in den ersten Jahrzehnten des 19. Jahrhunderts, zur Zeit der Brüder Werner und August von Haxthausen, aber auch deren Schwestern Anna, Ludowine und Ferdinandine, Treffpunkt des sogenannten „Bökendorfer Märchenkreises“, dem neben vielen anderen die Brüder Grimm, Clemens Brentano, Joseph Görres, Heinrich Straube, August von Arnswaldt, August Heinrich Hoffmann von Fallersleben, Luise Hensel, Jenny von Droste zu Hülshoff und ihre später als Dichterin berühmte Schwester Annette von Droste-Hülshoff, Verwandte der Familie, angehörten. Zeitweise beherbergte der Bökerhof ein Literaturmuseum.

##### Haxthausen zu Welda

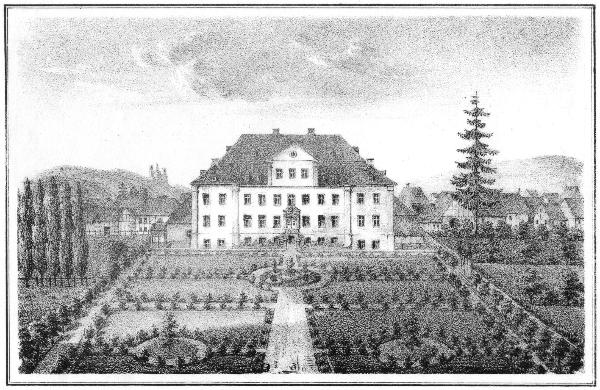
Schloss Welda (1734), Abbildung von 1840

1469 erhielt der Geheime Rat Gottschalk von Haxthausen die Welledeschen Lehen des Hochstifts Paderborn, insbesondere den Burglehn auf der Burg Warburg und dem Dorf Welda, jeweils mit den zugehörigen Kötterstätten. Dietrich von Haxthausen besaß bis 1488 die Curia Romana in der Warburger Neustadt. Von 1734 bis 1736 ließ Gottschalks Nachfahre Hermann Adolph von Haxthausen, Obermarschall des Hochstifts Paderborn das Schloss Welda errichten. Mit seinem Tode 1768 starb der Weldaer Zweig der Familie Haxthausen in der männlichen Linie aus. Dieser Zweig trug den Namenszusatz Haxthausen zu Welda und Vörden zeitweise auch Dedinghausen. Welda fiel Anfang des 19. Jahrhunderts nach langem Rechtsstreit und im Erbgang an die Freiherren von Brackel.

##### Haxthausen zu Thienhausen

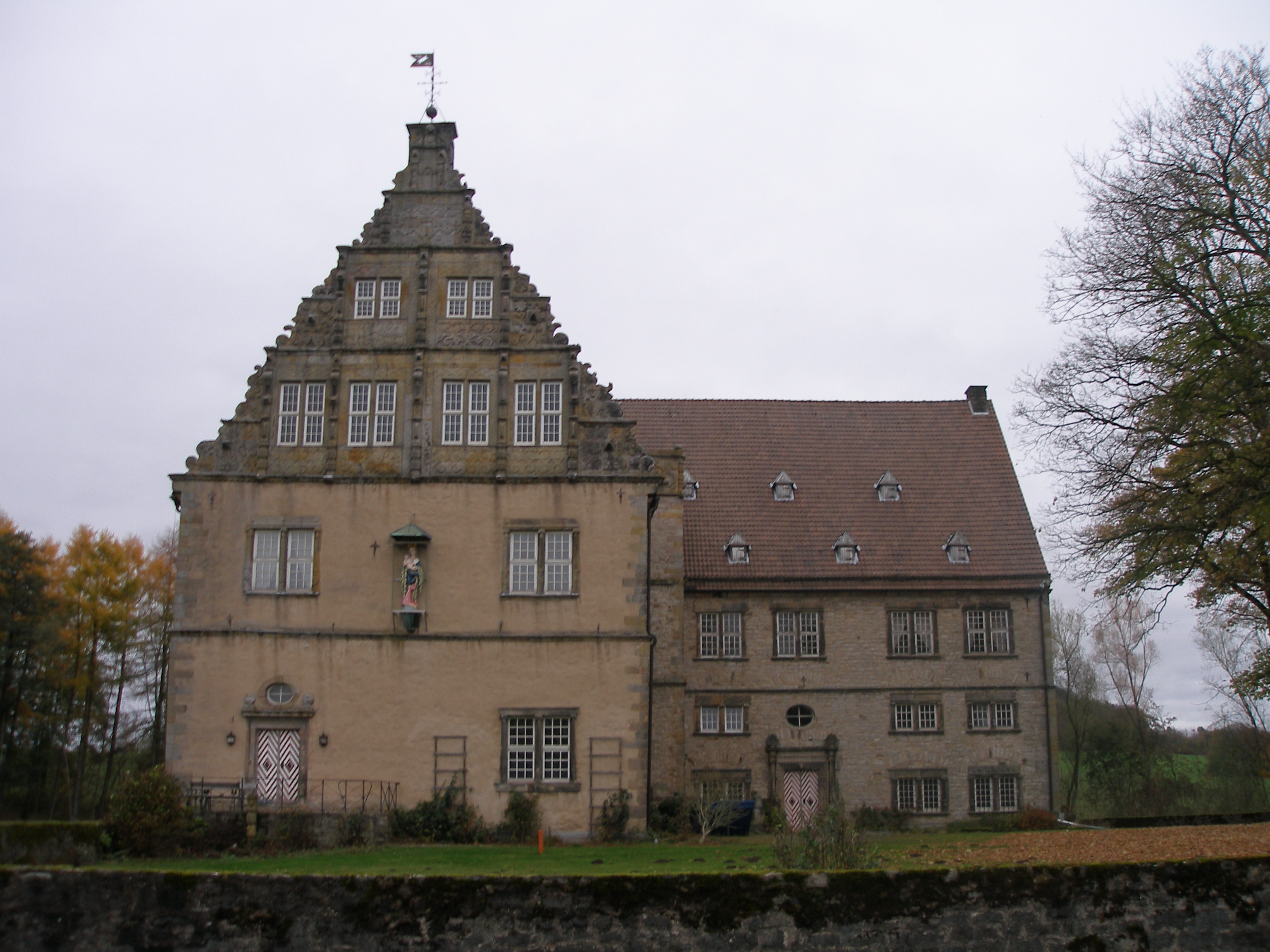
Schloss Thienhausen (1609)

1523/26 ging das Schloss Thienhausen im Paderborner Land an die Herren von Haxthausen über. Es wurde um 1609 durch Tönnies Wolf von Haxthausen im Stil der Weserrenaissance umfassend erneuert. 1840 zog August von Haxthausen in das Schloss ein, das er gemeinsam mit seinem Bruder von dem aussterbenden dänischen Zweig der Familie gekauft hatte. Unter ihm genoss Thienhausen den Ruf eines Künstler- und Literatentreffpunkts. 1837 erhielt Werner von Haxthausen (1780–1842) den bayerischen Grafentitel, der 1840 in Preußen bestätigt wurde. Nachdem ein Brand das Schloss 1905 stark beschädigt hatte, wurde es im Stil der Renaissance erneuert und erhielt sein heutiges Aussehen. Das Schloss befand sich im Besitz der Freiherren von Haxthausen, bis es 2016 mit den Forst- und Ackerflächen von etwa 140 Hektar versteigert wurde, wie schon zuvor das Inventar.

##### Haxthausen zu Vörden

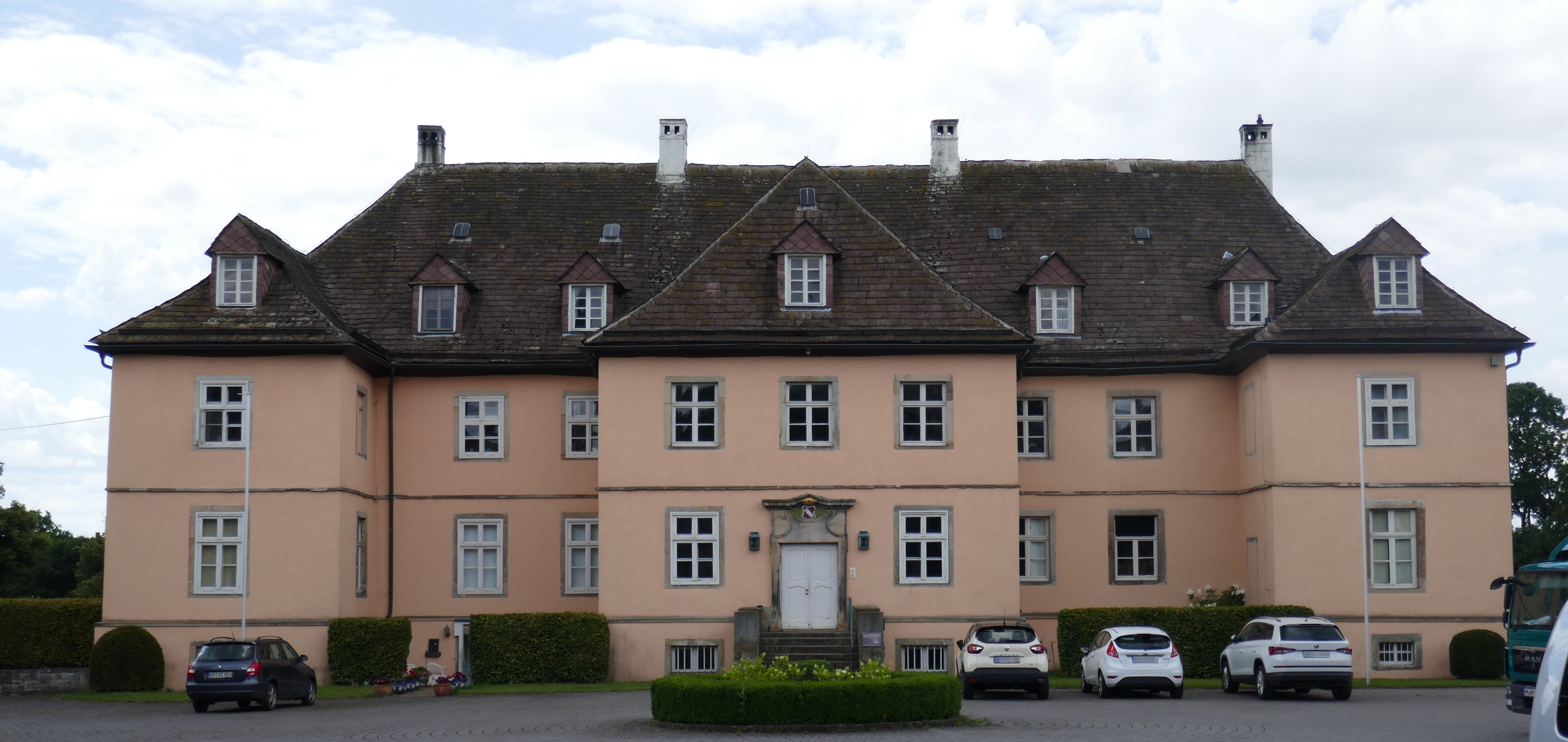
Schloss Vörden

Die Burg in Vörden hatte Anfang des 14. Jahrhunderts der Abt von Marienmünster, Hermann von Mengersen, im Zuge der Anlage von Stadtmauern, Wällen und Gräben erbauen lassen. Bischof Heinrich von Paderborn gab sie 1582 an Konrad von Haxthausen. Nach Zerstörungen im Dreißigjährigen Krieg ließen die Haxthausen das Schloss Vörden vom Baumeister Justus Wehmer als Barockschloss neu errichten. Es befindet sich bis heute im Eigentum der Freiherren von Haxthausen.

##### Schwarze Linie (Hessischer Zweig)

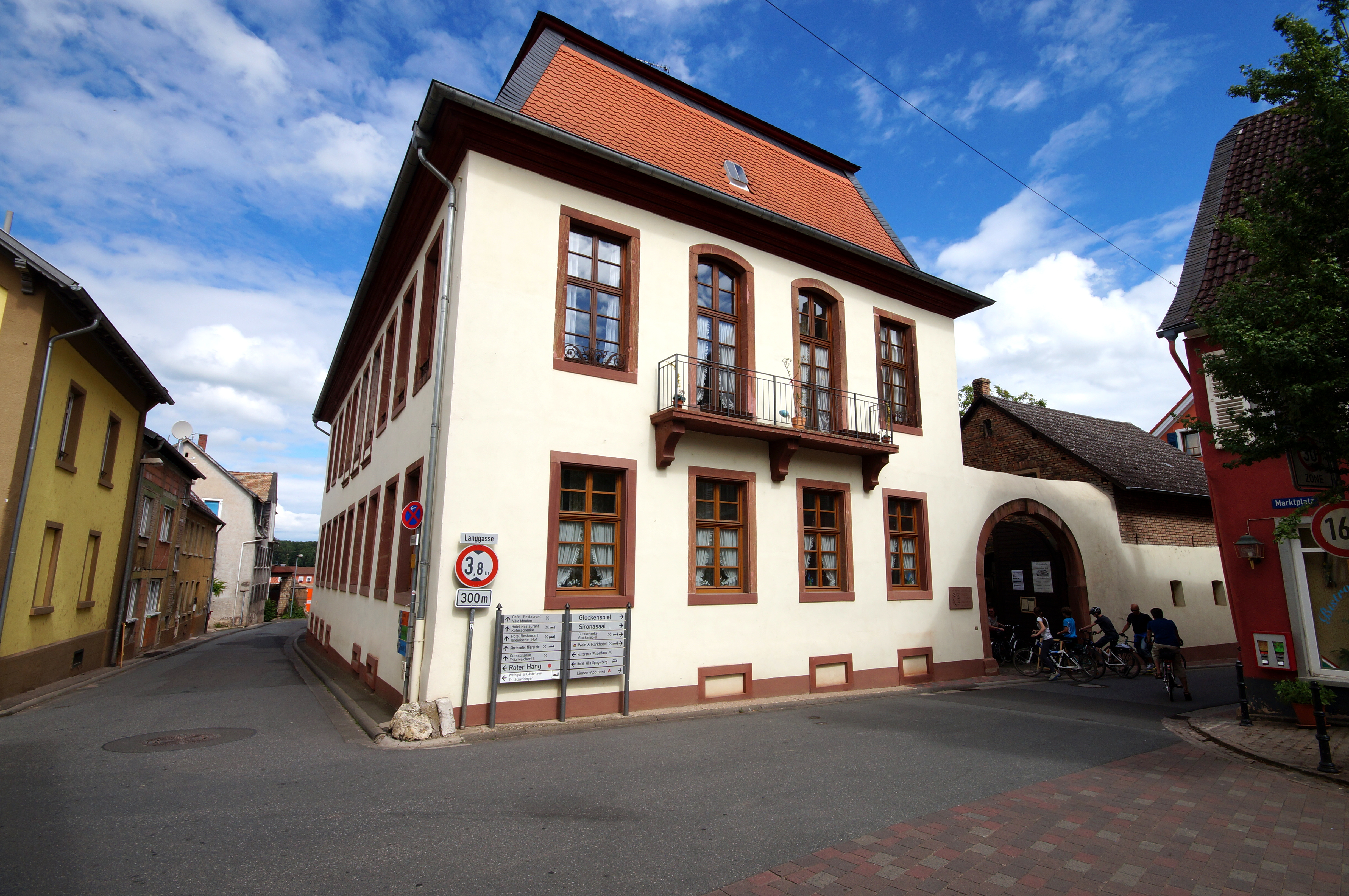
Der Haxthäuser Hof in Nierstein (1670)

1681 erbte Agnesa Maria von Haxthausen, geb. Kamptz zu Godau (um 1640–1695) ein barockes Herrenhaus in Nierstein. Es stammte aus dem Besitz ihrer Mutter, Maria Bibiana Anna von Rodenstein (um 1620–1675), der letzten ihres Geschlechts und fiel nach dem Tod des Vaters Joachim Kamptz zu Godau (um 1612–1681) an die einzige Tochter. Agnesa Maria war verheiratet mit Hermann Raab von Haxthausen (1624/25–1682). Dieser Zweig der Familie Haxthausen gehörte zur Schwarzen Linie. Sie hatten acht Kinder. Den Haxthäuser Hof vermachte Agnesa Maria ihrer damals noch ledigen Tochter Anna Sophia von Haxthausen (1671–1743). Später heiratete diese Ernst Ludwig von Stockheim (1662–1706), ließ sich nach dem frühen Tod des Ehemannes auf ihrem Witwensitz in Nierstein nieder. Da die Ehe kinderlos geblieben war, vererbte sie den Hof an die Nachkommen ihres Bruders Anton Ulrich von Haxthausen (1675–1732), der mit beider Cousine Albertina Charlotte von Haxthausen (1689–1769) verheiratet war. Nach dem Tod ihres Ehemannes ließ sich Albertina Charlotta von Haxthausen in Georgenhausen nieder: Das Hofgut inklusive des gesamten Dorfes hatte ihr Ehemann von seiner Mutter geerbt. Ihr Sohn Rudolf Christian von Haxthausen (1732–1811, verheiratet mit Elisabeth Henriette von Carnitz 1735–1787) war bis 1797 Besitzer des Haxthäuser Hofes in Nierstein, er wurde im Zuge der französischen Revolutionskriege enteignet. Sein Sohn Christian Wilhelm Anton August von Haxthausen (1766–1849) begründete die Linie Haxthausen-Carnitz.

#### Schwarze Linie (Haxthausen-Carnitz)
Die Linie Haxthausen-Carnitz entstand unter Freiherr Christian Wilhelm Anton August von Haxthausen (* 11. Dezember 1766; † 27. Oktober 1849) seiner Zeit preußischer Stabskapitän im Infanterieregiment „Ruits“ in Warschau. Er fügte im Februar 1811 mit königlicher Bewilligung den Namen und das Wappen der Familie Carnitz den seinigen hinzu. Er erhielt eine Familienstiftung des Bruders seiner Mutter des Ordenskanzlers Karl Adolph Graf von Carnitz mit dem die Familie Carnitz ausstarb.

##### Dänischer Zweig
1736 wurde Christian Friedrich Freiherr von Haxthausen, königlich dänischer Kammerherr, Generalkriegskommissar und Oberlanddrost der zu Dänemark gehörenden Grafschaften Oldenburg und Delmenhorst (1690–1740), in den dänischen Grafenstand erhoben. Er gehörte dem lutherischen Zweig Thienhausen an. Sein Sohn war der dänische General Clemens August von Haxthausen.

## Wappen
Das Stammwappen zeigt in Rot eine schrägliegende silberne Wagenflechte. Auf dem Helm mit rot-silbernen Helmdecken ein je mit der Schildfigur belegter offener Flug.
Landesarchiv Abtlg. Westfalen, Münster:
Der Gegenstand im v. Haxthausen’schen Wappen wird allgemein als Gatter oder Lattentür, auch als Heck angesprochen. Die ältesten Siegelabdrücke zeigen eindeutig ein türähnlich verzimmertes Gebilde mit Schräglatte. Danach stellt das Wappen folgendes Bild dar: In Rot eine schräglinksstehende weiße (silberne) Lattentür.

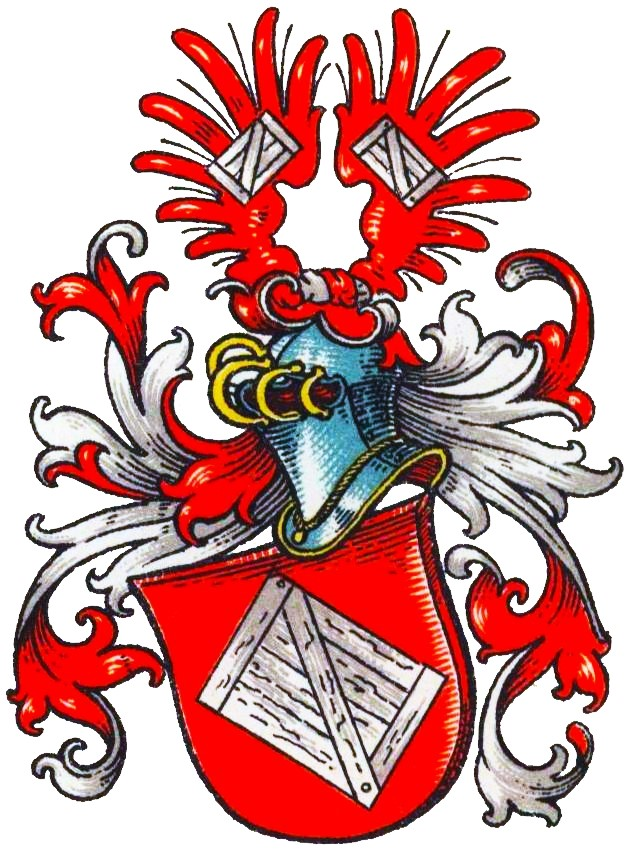
Wappen derer von Haxthausen im Wappenbuch des Westfälischen Adels
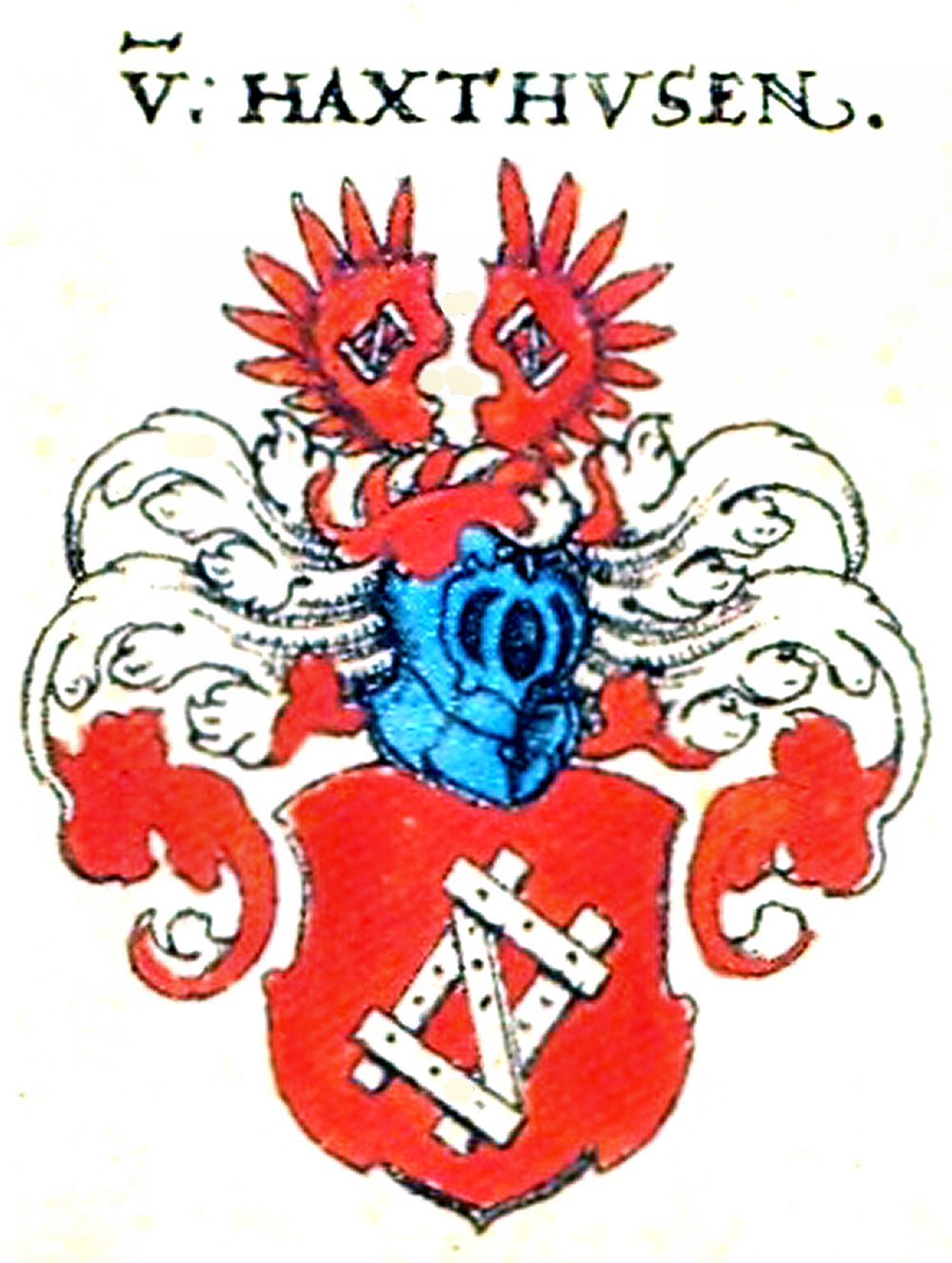
Wappen derer von Haxthausen in Siebmachers Wappenbuch
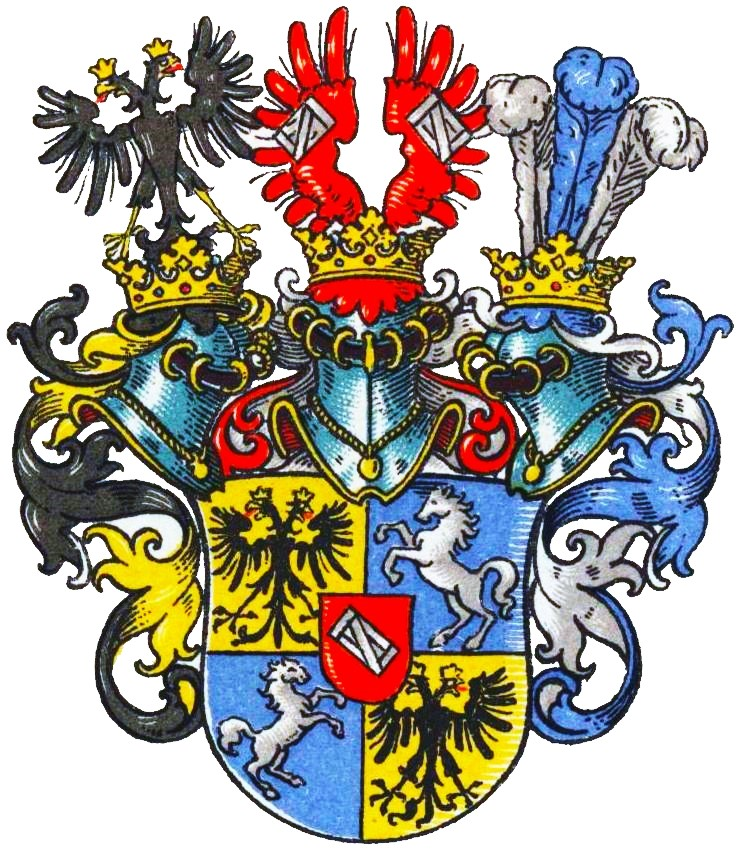
Wappen der Grafen von Haxthausen im Wappenbuch des Westfälischen Adels
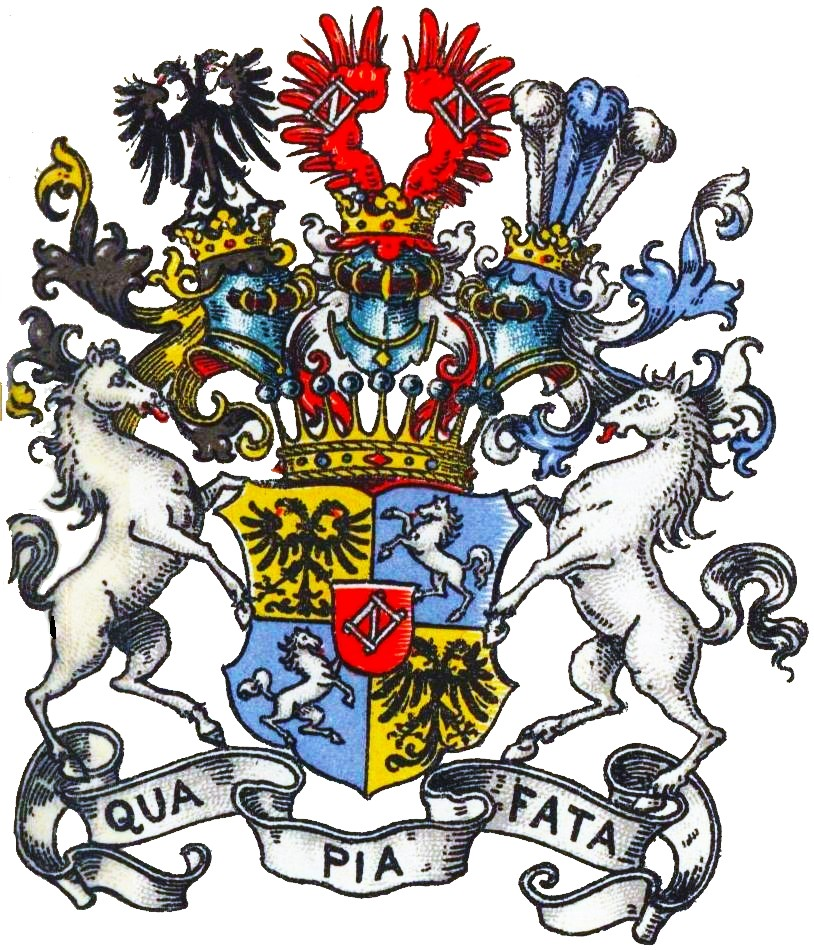
Wappen der Grafen von Haxthausen mit Schildhaltern und Leitspruch im Wappenbuch des Westfälischen Adels
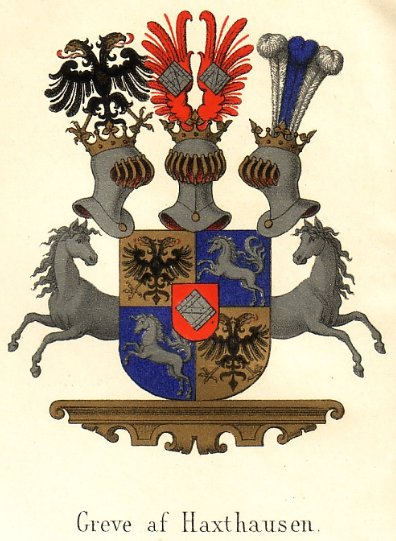
Wappen der Grafen von Haxthausen in Danmarks Adels Aarbog
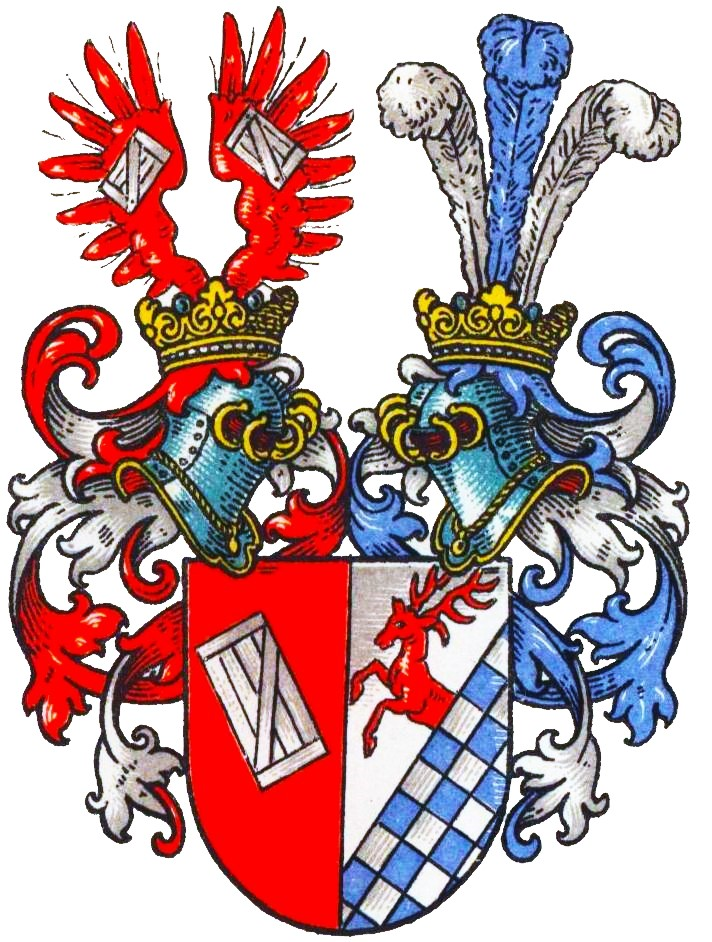
Wappen der Freiherren von Haxthausen-Carnitz I im Wappenbuch des Westfälischen Adels
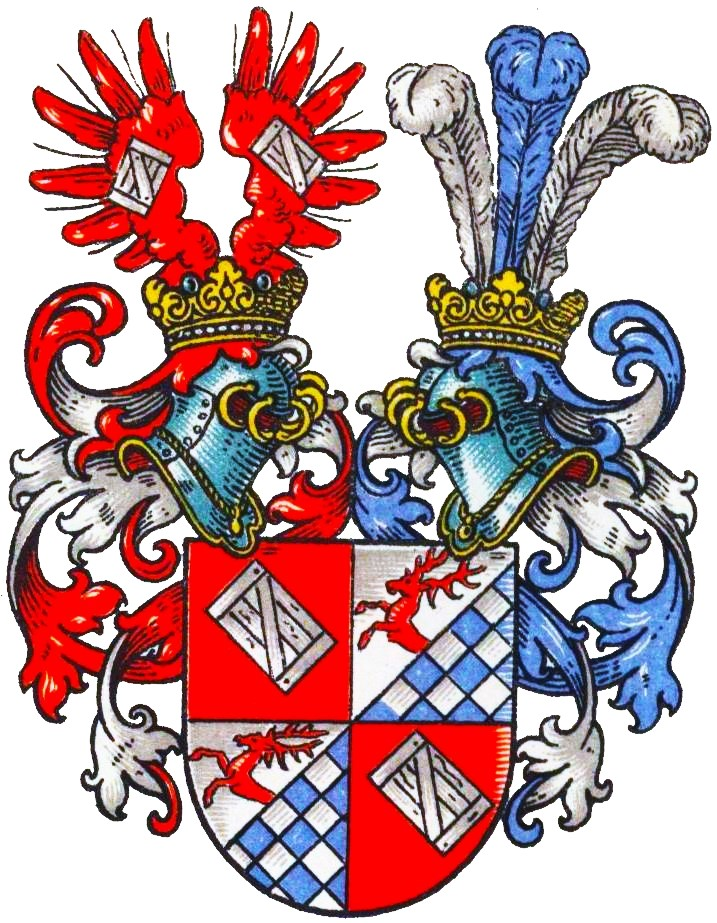
Wappen der Freiherren von Haxthausen-Carnitz II im Wappenbuch des Westfälischen Adels

## Bekannte Namensträger
- Anton Wolf von Haxthausen (1647–1694), dänischer Diplomat und Oberlanddrost
- August Franz von Haxthausen (1792–1866), deutscher Agrarwissenschaftler und Nationalökonom
- Caspar Moritz von Haxthausen, Drost des Amtes Lichtenau (Hochstift Paderborn)
- Christian August von Haxthausen (1653–1696), Hofmeister von August dem Starken, begleitete ihn zu dessen Krönung nach Polen
- Christian Friedrich von Haxthausen (1690–1740), deutscher Kammerherr und Oberlanddrost in dänischen Diensten
- Clemens August von Haxthausen (1738–1793), dänischer General der Infanterie
- Frederik von Haxthausen (1750–1825), dänischer Offizier und norwegischer Regierungschef
- Georg von Haxthausen († 1616), Domherr in Münster
- Gregers Kristian von Haxthausen (1732–1802), dänischer Adliger und Minister
- Hermann Adolph von Haxthausen (1703–1768), Obermarschall des Hochstifts Paderborn
- Johann August von Haxthausen (1693–1762), kursächsischer Regimentsinhaber
- Johann Friedrich Wilhelm Haxthausen von Elmershausen (1858–1914), deutscher Gesandter in Peking
- Johann Raab von Haxthausen (1659–1733), Freiherr und kurpfälzischer General und Feldmarschall-Leutnant der Reichsarmee, Schwiegervater des Franz Pleickard Ulner von Dieburg
- Ludowine von Haxthausen, Äbtissin des adeligen Kanonissenstifts St. Cyriakus zu Geseke (1763–1774)
- Therese-Louise Freifrau Droste zu Hülshoff, geb. von Haxthausen (1772–1853), Mutter der Dichterin Annette von Droste-Hülshoff
- Christian Ove von Haxthausen (1777–1842), dänischer Generalmajor und Oberhofmarschall
- Walter von Haxthausen (1864–1935), preußischer Generalmajor
- Werner Adolph von Haxthausen (1744–1823), Drost des Amtes Lichtenau
- Werner von Haxthausen (1780–1842), deutscher Staatsbeamter und Philologe
- Wilhelm von Haxthausen (1874–1936), deutscher Konteradmiral, Adjutant und Hofmarschall des Prinzen Adalbert von Preußen